# Islom Karimov
Islom Abduganíevitx Karímov (en uzbek ciríl·lic: Ислом Абдуғаниевич Каримов) (Samarcanda 30 de gener, 1938 - Taixkent, 2 de setembre de 2016) fou President de l'Uzbekistan des del 1991 fins a la seva mort.
Karmimov nasqué a Samarcanda de pare uzbek i mare tadjik, i es va criar en un orfenat de la Unió Soviètica. Estudià enginyeria i economia a Taixkent, i esdevingué membre del Partit Comunista. Treballà en la Planta Aeronàutica de Taixkent i el 1983 fou ministre d'economia de la seva república.
Assolí el càrrec de Primer Secretari del Partit a l'Uzbekistan el 1989. El 14 de març de 1990 esdevingué President de la República Socialista Soviètica de l'Uzbekistan. Proclamà la independència de l'Uzbekistan el 31 d'agost de 1991 i guanyà les eleccions de 29 de desembre d'aquell any amb el 86% dels vots. Les eleccions foren denunciades per fraudulentes, amb propaganda tendenciosa i recompte de vots falsificats, encara que el candidat i líder del partit opositor Erk (Llibertat), Muhammad Solih, decidí participar-hi. Poc després de les eleccions, una forta repressió política obligà els caps opositors a exiliar-se, d'altres foren condemnats a presó i alguns senzillament desaparegueren.
El 1995, Karimov allargà el seu mandat fins al 2000 mitjançant un criticadíssim referèndum, i fou reescollit amb el 91,9% dels vots el 9 de gener, del 2000. L'únic candidat de l'oposició, Abdulhasiz Dzhalalov, va admetre que només havia participat en la cursa per a donar aparença democràtica i que donava el seu vot a Karimov. El 27 de gener de 2002, Karimov guanyà un altre referèndum per a allargar els mandats presidencials de cinc a set anys; el seu acabava el 2005, i així es va allargar fins al desembre de 2007, quan van tenir lloc unes noves eleccions que va guanyar amb el 88% dels vots. El març de 2015 va guanyar les seves quartes eleccions presidencials amb més del 90% dels vots, en un procés electoral criticat per l'Organització per a la Seguretat i la Cooperació a Europa (OSCE).
Els informes sobre Karimov en matèria de drets humans i llibertat de premsa han estat molt criticats per la comunitat internacional. En particular, el portaveu de l'ambaixada britànica a l'Uzbekistan, Craig Murray, ha afirmat que els informes sobre el règim de Karimov de condemnar la gent a mort tot bullint-los, ha estat qualificat per les Nacions Unides com a tortura "institucionalitzada i sistemàtica," en el sistema judicial de l'Uzbekistan.
Karimov va lluitar contra rebels islamistes, qui es creu que foren responsables de les bombes de març del 2004. Foren sentenciats Tohir Yuldashev i Juma Khodjiev (també conegut com a Juma Namangani), líder del Moviment Islàmic de l'Uzbekistan (MIU), a mort in absentia. Es creu que Namangani fou mort a l'Afganistan, però Yuldashev, que es creu que ha transformat el MIU en el Moviment Islàmic de l'Àsia Central el 2003, encara és viu. Molts ciutadans acusats de mantenir lligams amb organitzacions islàmiques com Hizb ut-Tahrir són arrestats i torturats rutinàriament.
Després dels Atemptats de l'11 de setembre de 2001, Karimov ha estat considerat pels EUA com un aliat estratègic en la seva guerra contra el terrorisme per la mútua oposició als islamistes. El país hostatjà una força de 800 soldats estatunidencs a Karshi-Khanabad (també coneguda com a "K2"), que donà suport la invasió nord-americana de l'Afganistan. Això reduí les crítiques del govern nord-americà a les violacions dels drets humans, però el 2005 la base de Karshi-Khanabad fou avaluada i tornaren a criticar el govern uzbek quan el maig del 2005 fou violentament dissolta una manifestació d'opositors al règim.
Estava casat amb l'economista, Tatiana Karimova. Van tenir dues filles i tres nets. La seva filla gran, Gulnara Karimova, és assessora de l'ambaixador de l'Uzbekistan a Rússia, i es creu que ha construït un gran imperi comercial que inclou la majoria d'operadores de telefonia mòbil a l'Uzbekistan, clubs nocturns, i una factoria de ciment.